# Porto de Karlshamn
O Porto de Karlshamn (em sueco: Karlshamns hamn) é um porto marítimo na margem do Mar Báltico, situado na cidade sueca de Karlshamn, em Blekinge.
Dispõe de uma ligação por ferryboat transportando automóveis para Klaipeda na Lituânia.